# Ronde van Spanje 2014/Negentiende etappe
De negentiende etappe van de Ronde van Spanje 2014 werd gereden op 12 september 2014. Deze rit kende een heuvelachtig verloop over 176,5 km van Salvaterra do Miño naar Cangas do Morrazo. De Australiër Adam Hansen hield aan de finish 5 seconden over op het peloton.

## Ritverslag
Weer slaagde een trio erin afstand te nemen: de Nederlanders Pim Ligthart, Wout Poels en de Fransman Laurent Mangel. Ver reden ze echter nooit weg. Matteo Tosatto joeg het tempo omhoog en het koptrio werd ingerekend.
Aleksej Loetsenko  nam de kop over, maar werd uiteindelijk ingehaald door Adam Hansen, die alleen aan de haal ging en met een kleine voorsprong won. John Degenkolb probeerde nog bij hem te komen, maar spurtte slechts voor de tweede plaats.

## Uitslagen
| Rituitslag |                  |                            |          |
| Plaats     | Naam             | Ploeg                      | Tijd     |
| Winnaar    | Adam Hansen      | Lotto Belisol              | 4u21'58" |
| 2          | John Degenkolb   | Team Giant-Shimano         | + 5"     |
| 3          | Filippo Pozzato  | Lampre-Merida              | z.t.     |
| 4          | Yannick Martinez | Team Europcar              | z.t.     |
| 5          | Michael Matthews | Orica GreenEDGE            | z.t.     |
| 6          | Geoffrey Soupe   | FDJ.fr                     | z.t.     |
| 7          | Paul Martens     | Belkin-Pro Cycling Team    | z.t.     |
| 8          | Jasper Stuyven   | Trek Factory Racing        | z.t.     |
| 9          | Romain Hardy     | Cofidis, Solutions Crédits | z.t.     |
| 10         | Damiano Caruso   | Cannondale                 | z.t.     |
|            |                  |                            |          |
| 28         | Wilco Kelderman  | Belkin-Pro Cycling Team    | + 5"     |

| Algemeen Klassement |                    |                            |           |
| Plaats              | Naam               | Ploeg                      | Tijd      |
| Rode trui           | Alberto Contador   | Tinkoff-Saxo               | 76u00'40" |
| 2                   | Chris Froome       | Team Sky ProCycling        | + 1'19"   |
| 3                   | Alejandro Valverde | Team Movistar              | + 1'32"   |
| 4                   | Joaquím Rodríguez  | Team Katjoesja             | + 2'29"   |
| 5                   | Fabio Aru          | Astana Pro Team            | + 3'15"   |
| 6                   | Daniel Martin      | Garmin Sharp               | + 6'52"   |
| 7                   | Samuel Sánchez     | BMC Racing Team            | + 6'59"   |
| 8                   | Warren Barguil     | Team Giant-Shimano         | + 9'12"   |
| 9                   | Daniel Navarro     | Cofidis, Solutions Crédits | + 9'44"   |
| 10                  | Damiano Caruso     | Cannondale                 | + 9'45"   |
|                     |                    |                            |           |
| 14                  | Wilco Kelderman    | Belkin-Pro Cycling Team    | + 20'05"  |
| 16                  | Maxime Monfort     | Lotto Belisol              | + 22'10"  |

| Puntenklassement |                    |                         |        |
| Plaats           | Naam               | Ploeg                   | Punten |
| Groene trui      | John Degenkolb     | Team Giant-Shimano      | 169    |
| 2                | Alejandro Valverde | Team Movistar           | 130    |
| 3                | Alberto Contador   | Tinkoff-Saxo            | 120    |
|                  |                    |                         |        |
| 9                | Jasper Stuyven     | Trek Factory Racing     | 64     |
| 17               | Wilco Kelderman    | Belkin-Pro Cycling Team | 35     |

| Bergklassement        |                    |                         |        |
| Plaats                | Naam               | Ploeg                   | Punten |
| Bolletjestrui (blauw) | Luis León Sánchez  | Caja Rural-Seguros RGA  | 58     |
| 2                     | Alejandro Valverde | Team Movistar           | 30     |
| 3                     | Alberto Contador   | Tinkoff-Saxo            | 24     |
|                       |                    |                         |        |
| 16                    | Wout Poels         | Omega Pharma-Quick-Step | 9      |
| 25                    | Bart De Clercq     | Lotto Belisol           | 4      |

1e etappe ·
2e etappe ·
3e etappe ·
4e etappe ·
5e etappe ·
6e etappe ·
7e etappe ·
8e etappe ·
9e etappe ·
10e etappe ·
11e etappe ·
12e etappe ·
13e etappe ·
14e etappe ·
15e etappe ·
16e etappe ·
17e etappe ·
18e etappe ·
19e etappe ·
20e etappe ·
21e etappe
Startlijst · Eindstanden · Afbeeldingen